# Saint-Pierre-Saint-Jean
Pour les articles homonymes, voir Saint-Pierre et Saint-Jean.
Saint-Pierre-Saint-Jean est une commune française située dans le département de l'Ardèche, en région Auvergne-Rhône-Alpes.
Son nom est lié à l'existence de deux villages principaux composant la commune : Saint-Pierre-le-Déchausselat et Saint-Jean-de-Pourcharesse.

## Géographie

### Situation et description
La commune de Saint-Pierre-Saint-Jean est composée de deux villages principaux, Saint-Pierre-le-Déchausselat et Saint-Jean-de-Pourcharesse, et de plusieurs hameaux.
- Saint-Pierre-le-Déchausselat  est un village perché sur les premiers contreforts de la montagne. On y découvre des maisons en moellons de grès soigneusement appareillés.
- Les divers lieux-dits de Saint-Jean-de-Pourcharesse s'étagent au milieu des châtaigniers, jusqu'à 800 mètres d'altitude. Les grandes maisons aux toits de lauzes sont construites en schiste. Dominant la vallée de la Sure, l'église, qui date du XIIe siècle, est surmontée par un clocher-peigne typiquement cévenol. Le clocher, L'église a été érigée sur un terrain au léger dénivelé, ce qui lui donne l'impression d'un léger déséquilibre.

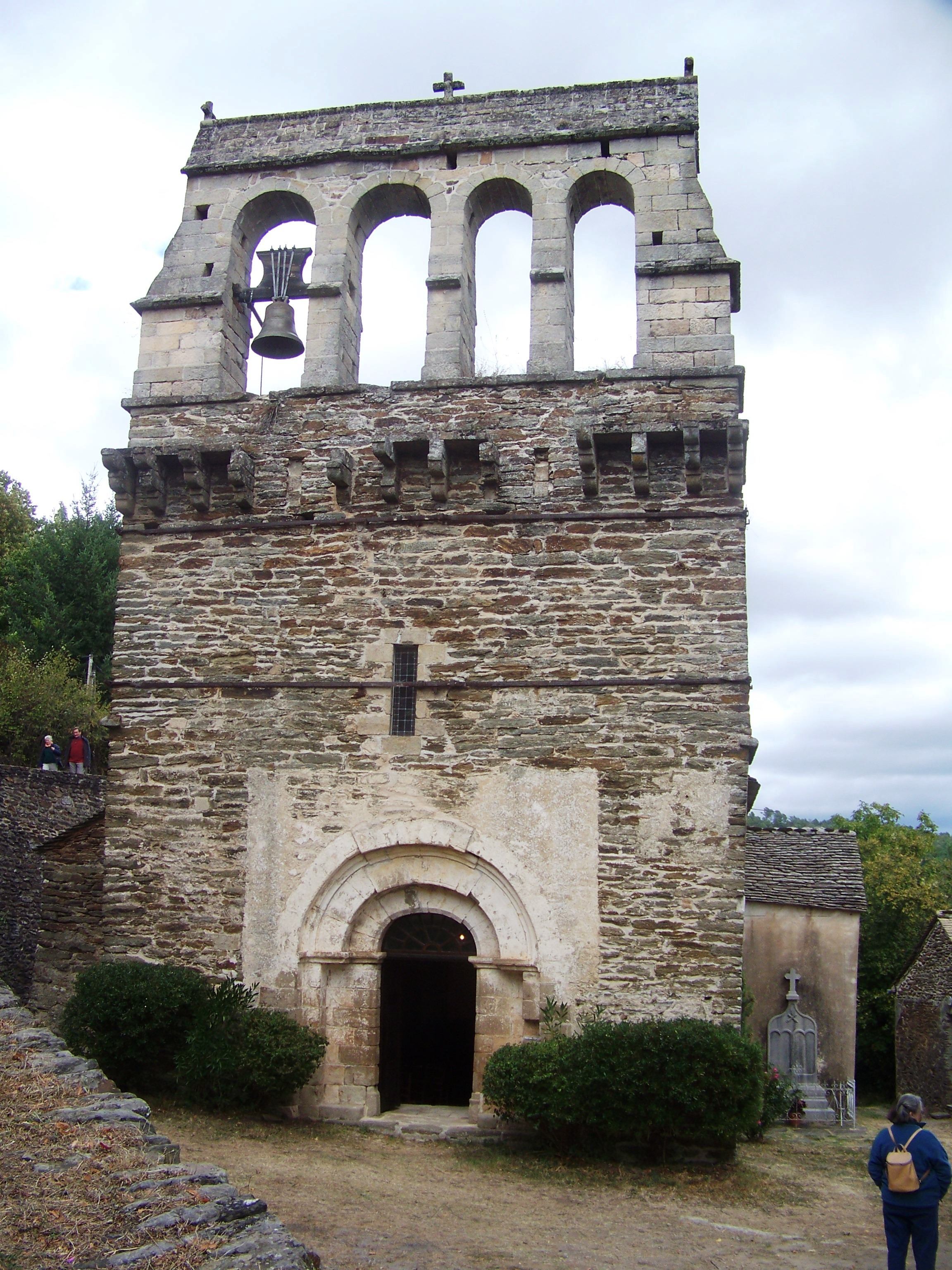
Église de Saint-Jean-de-Pourcharesse.

### Communes limitrophes
Saint-Pierre-Saint-Jean est limitrophe de sept communes, toutes situées dans le département de l'Ardèche et réparties géographiquement de la manière suivante :

### Climat
Pour des articles plus généraux, voir Climat d'Auvergne-Rhône-Alpes et Climat de l'Ardèche.
En 2010, le climat de la commune est de type climat méditerranéen altéré, selon une étude du CNRS s'appuyant sur une série de données couvrant la période 1971-2000. En 2020, Météo-France publie une typologie des climats de la France métropolitaine dans laquelle la commune est exposée à un climat de montagne ou de marges de montagne et est dans une zone de transition entre les régions climatiques « Provence, Languedoc-Roussillon » et « Sud-est du Massif Central ». 
Pour la période 1971-2000, la température annuelle moyenne est de 12,1 °C, avec une amplitude thermique annuelle de 16,8 °C. Le cumul annuel moyen de précipitations est de 1 403 mm, avec 8,1 jours de précipitations en janvier et 4,6 jours en juillet. Pour la période 1991-2020, la température moyenne annuelle observée sur la station météorologique de Météo-France la plus proche, « Les Vans-Sa », sur la commune des Vans à 6 km à vol d'oiseau, est de 13,9 °C et le cumul annuel moyen de précipitations est de 1 251,0 mm,. Pour l'avenir, les paramètres climatiques de la commune estimés pour 2050 selon différents scénarios d'émission de gaz à effet de serre sont consultables sur un site dédié publié par Météo-France en novembre 2022.

### Lieux-dits, hameaux et écarts
(les) Termes ; la Combe.

## Urbanisme

### Typologie
Au 1er janvier 2024, Saint-Pierre-Saint-Jean est catégorisée commune rurale à habitat très dispersé, selon la nouvelle grille communale de densité à 7 niveaux définie par l'Insee en 2022.
Elle est située hors unité urbaine et hors attraction des villes,.

### Occupation des sols
L'occupation des sols de la commune, telle qu'elle ressort de la base de données européenne d’occupation biophysique des sols Corine Land Cover (CLC), est marquée par l'importance des forêts et milieux semi-naturels (90,7 % en 2018), en diminution par rapport à 1990 (100 %). La répartition détaillée en 2018 est la suivante : 
forêts (76,9 %), milieux à végétation arbustive et/ou herbacée (13,8 %), zones agricoles hétérogènes (9,3 %).
L'évolution de l’occupation des sols de la commune et de ses infrastructures peut être observée sur les différentes représentations cartographiques du territoire : la carte de Cassini (XVIIIe siècle), la carte d'état-major (1820-1866) et les cartes ou photos aériennes de l'IGN pour la période actuelle (1950 à aujourd'hui).

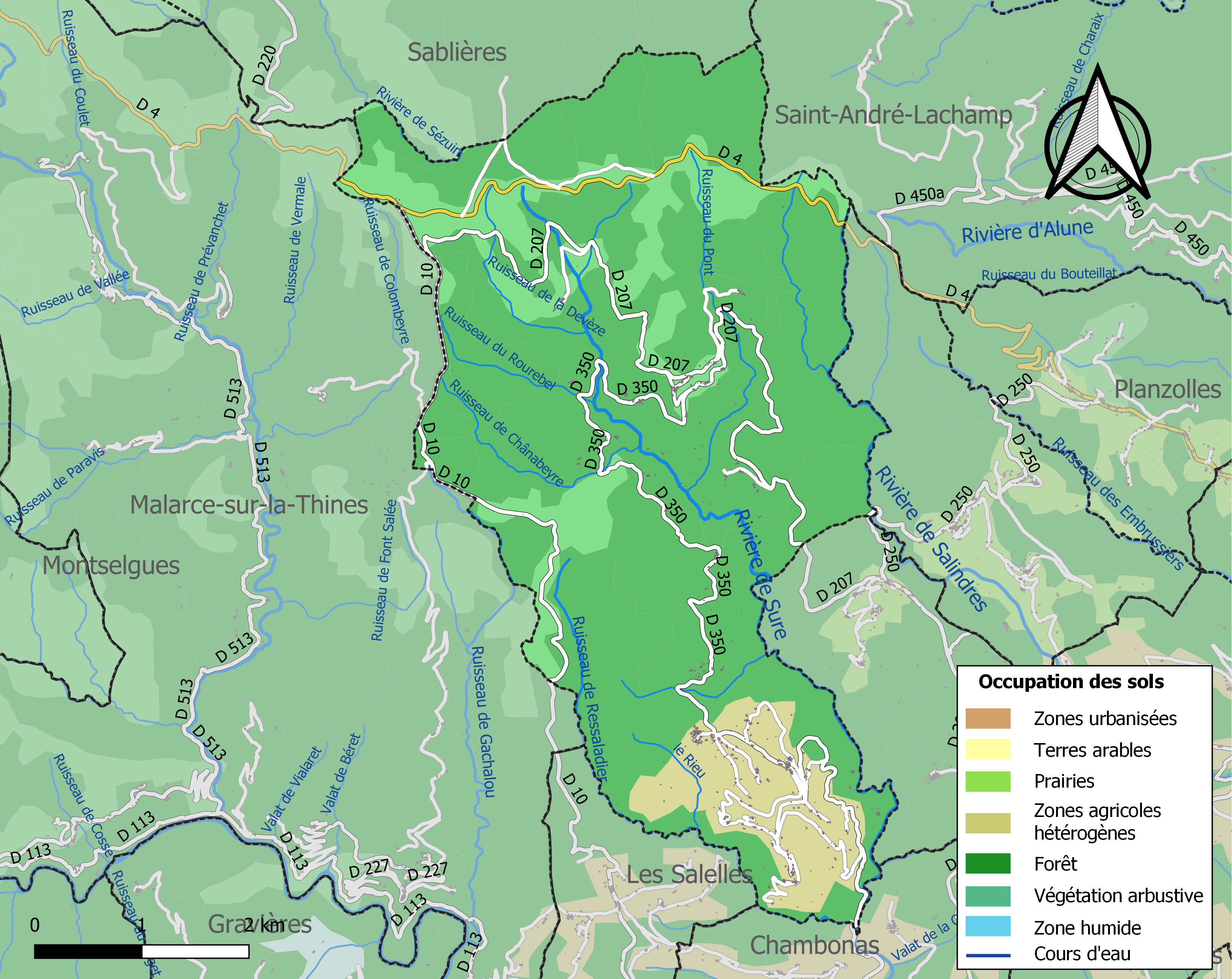
Carte des infrastructures et de l'occupation des sols de la commune en 2018 (CLC).

### Risques naturels

#### Risques sismiques
L'ensemble du territoire de la commune de Saint-Pierre-Saint-Jean est situé en zone de sismicité no 2 (sur une échelle de 5), comme la plupart des communes situées sur le plateau et la montagne ardéchoise, mais non loin de la zone no 3, situé plus à l'est.
| Type de zone | Niveau           | Définitions (bâtiment à risque normal) |
| ------------ | ---------------- | -------------------------------------- |
| Zone 2       | Sismicité faible | accélération = 1,1 m/s2                |

## Histoire
La Révolution de 1789 vit différentes actions de brigandage sous le commandement de Dugout-Lachamp qui s'était illustré dans l'épisode des Masques Armés . 

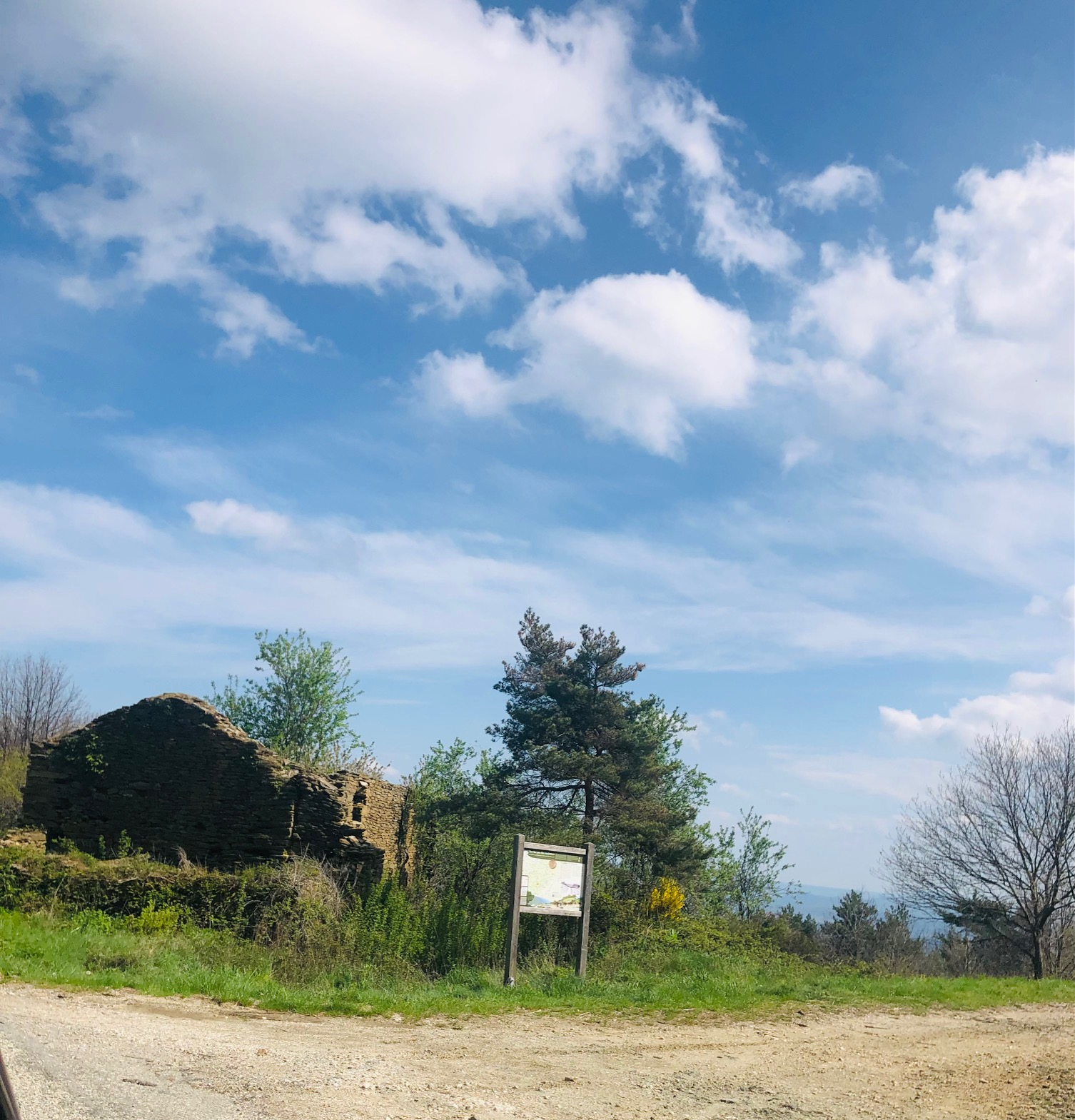
Relais muletier du col de la Croix de Fer

La révolution de 1848 est l'occasion de faire surgir de vieilles rivalités, jusque-là enfouies, à Saint-Jean-de-Pourcharesse. Le maire, nommé en 1830 (après la précédente révolution) est contesté par une partie de la population qui manœuvre pour le faire révoquer.
Le 1er juillet 1975, les communes de Saint-Jean-de-Pourcharesse et Saint-Pierre-le-Déchausselat fusionnent pour devenir la commune de « Saint-Pierre-Saint-Jean ».

## Politique et administration

### Liste des maires
| Période                                  | Période                     | Identité    | Étiquette | Qualité     |
| ---------------------------------------- | --------------------------- | ----------- | --------- | ----------- |
| Les données manquantes sont à compléter. |                             |             |           |             |
| juin 1995                                | En cours (au 24 avril 2014) | Bruno Roche | ? puis LR | Agriculteur |

## Population et société

### Démographie
L'évolution du nombre d'habitants est connue à travers les recensements de la population effectués dans la commune depuis 1793. Pour les communes de moins de 10 000 habitants, une enquête de recensement portant sur toute la population est réalisée tous les cinq ans, les populations de référence des années intermédiaires étant quant à elles estimées par interpolation ou extrapolation. Pour la commune, le premier recensement exhaustif entrant dans le cadre du nouveau dispositif a été réalisé en 2005.

En 2022, la commune comptait 190 habitants, en évolution de +30,14 % par rapport à 2016 (Ardèche : +2,48 %, France hors Mayotte : +2,11 %).
| 1793 | 1800 | 1806 | 1821 | 1831 | 1836 | 1841 | 1846 | 1851 |
| ---- | ---- | ---- | ---- | ---- | ---- | ---- | ---- | ---- |
| 473  | 425  | 437  | 440  | 449  | 514  | 505  | 511  | 482  |

| 1856 | 1861 | 1866 | 1872 | 1876 | 1881 | 1886 | 1891 | 1896 |
| ---- | ---- | ---- | ---- | ---- | ---- | ---- | ---- | ---- |
| 506  | 412  | 422  | 410  | 384  | 404  | 402  | 422  | 376  |

| 1901 | 1906 | 1911 | 1921 | 1926 | 1931 | 1936 | 1946 | 1954 |
| ---- | ---- | ---- | ---- | ---- | ---- | ---- | ---- | ---- |
| 412  | 387  | 321  | 293  | 277  | 235  | 222  | 183  | 145  |

| 1962 | 1968 | 1975 | 1982 | 1990 | 1999 | 2005 | 2006 | 2010 |
| ---- | ---- | ---- | ---- | ---- | ---- | ---- | ---- | ---- |
| 125  | 123  | 97   | 136  | 114  | 133  | 151  | 159  | 146  |

| 2015 | 2020 | 2022 | - | - | - | - | - | - |
| ---- | ---- | ---- | - | - | - | - | - | - |
| 146  | 181  | 190  | - | - | - | - | - | - |

### Enseignement
La commune est rattachée à l'académie de Grenoble.

### Médias
La commune est située dans la zone de distribution de deux organes locaux de la presse écrite :
- L'Hebdo de l'Ardèche

Il s'agit d'un journal hebdomadaire français basé à Valence et couvrant l'actualité de tout le département de l'Ardèche.
- Le Dauphiné libéré

Il s'agit d'un journal quotidien de la presse écrite française régionale distribué dans la plupart des départements de l'ancienne région Rhône-Alpes, notamment l'Ardèche. La commune est située dans la zone d'édition d'Aubenas et Privas-Vallée du Rhône.
Ici Drôme Ardèche est la radio publique locale couvrant le territoire de la commune et de l’ensemble du département.

### Cultes
Les églises (propriété de la commune) et la communauté catholique de Saint-Pierre-Saint-Jean (anciennes églises de Saint-Jean-de-Pourcharesse et Saint-Pierre-le-Déchausselat)  sont rattachées à la paroisse Saints Pierre et Paul de Païolive, elle-même rattachée au diocèse de Viviers.

## Culture locale et patrimoine

### Patrimoine religieux
- Église de Saint-Pierre-le-Déchausselat du XIXe siècle à clocher élancé et de grès rouges, sur une colline dominant la vallée de la Sure.
- Église fortifiée de Saint-Jean-de-Pourcharesse, romane : toit de lauzes, façade à mâchicoulis surmontée d'un clocher-peigne, porche roman archaïque. Inscrite aux munuments historiques depuis 1971, elle est depuis 1996 entretenue par l'association des Amis de l'église de Saint-Jean-de-Pourcharesse avec l'aide de la municipalité[22].

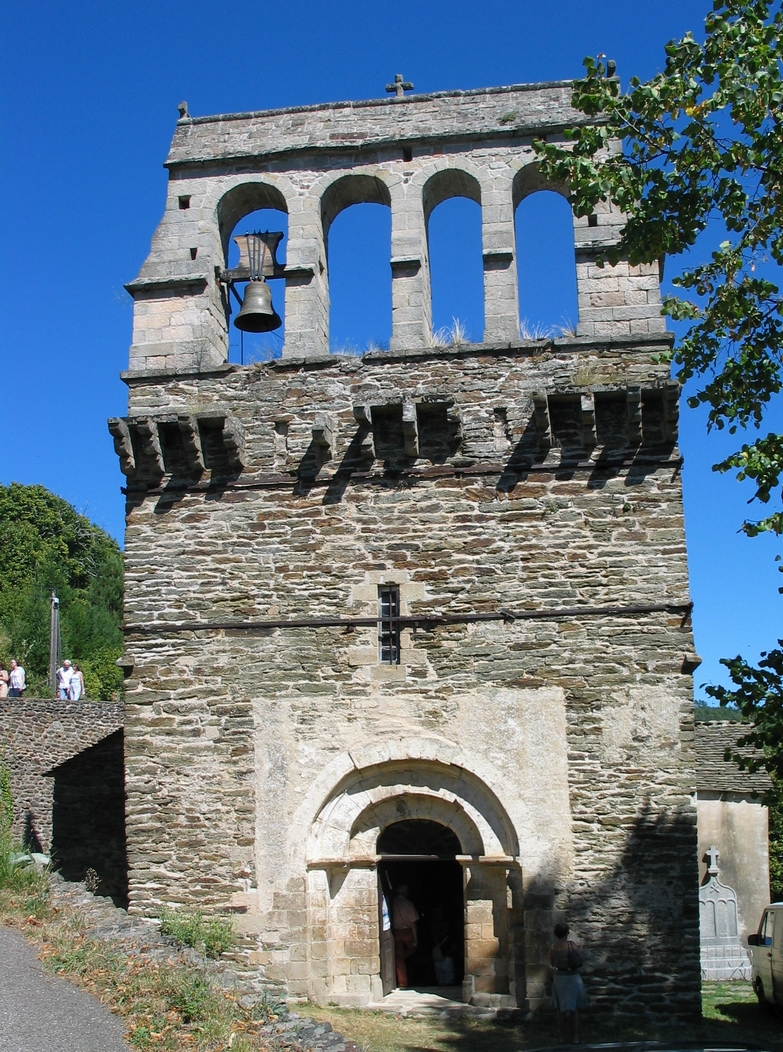
Façade de l'église romane.
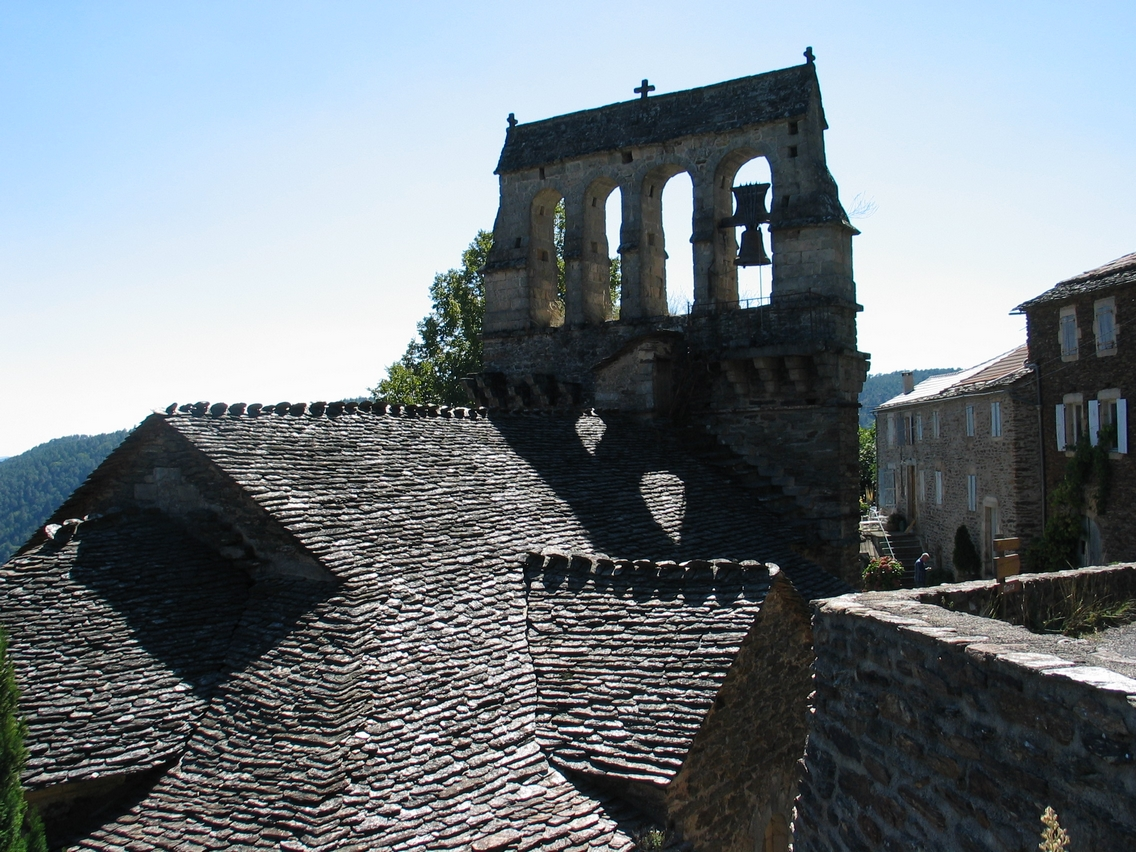
Toiture de l'église.
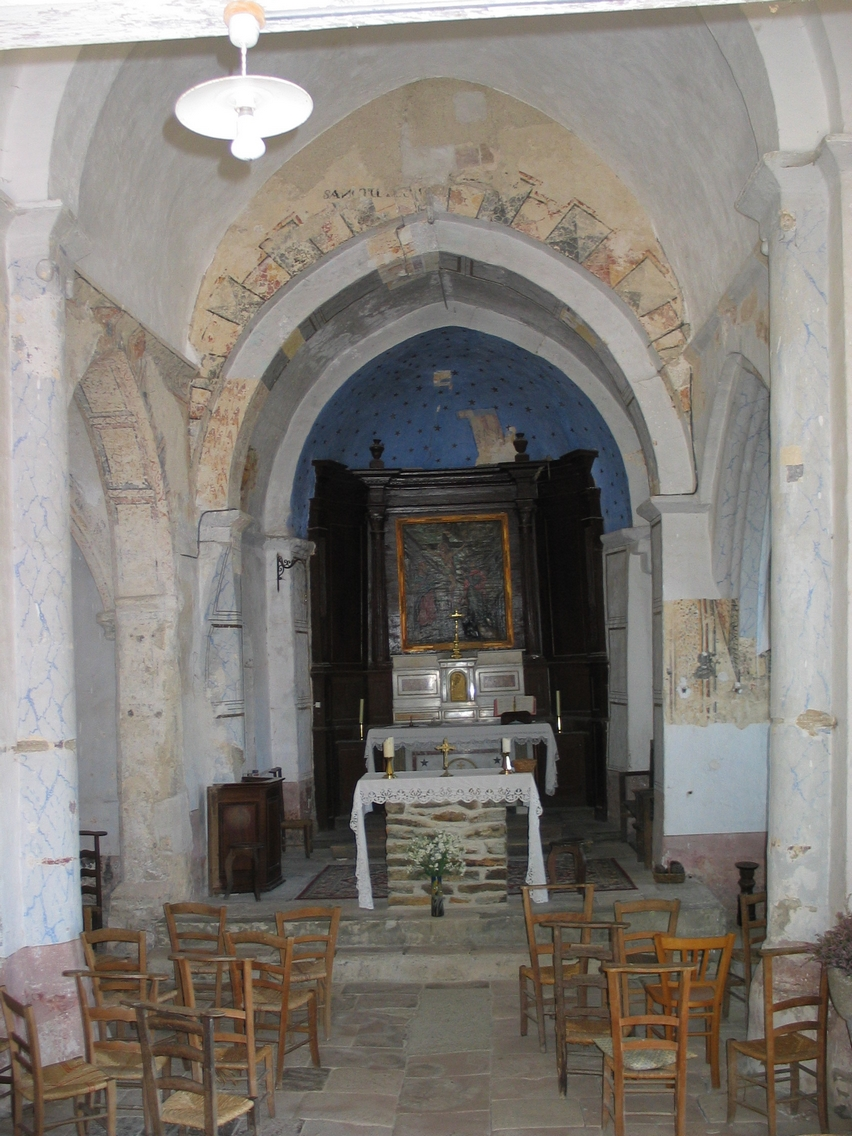
Intérieur.
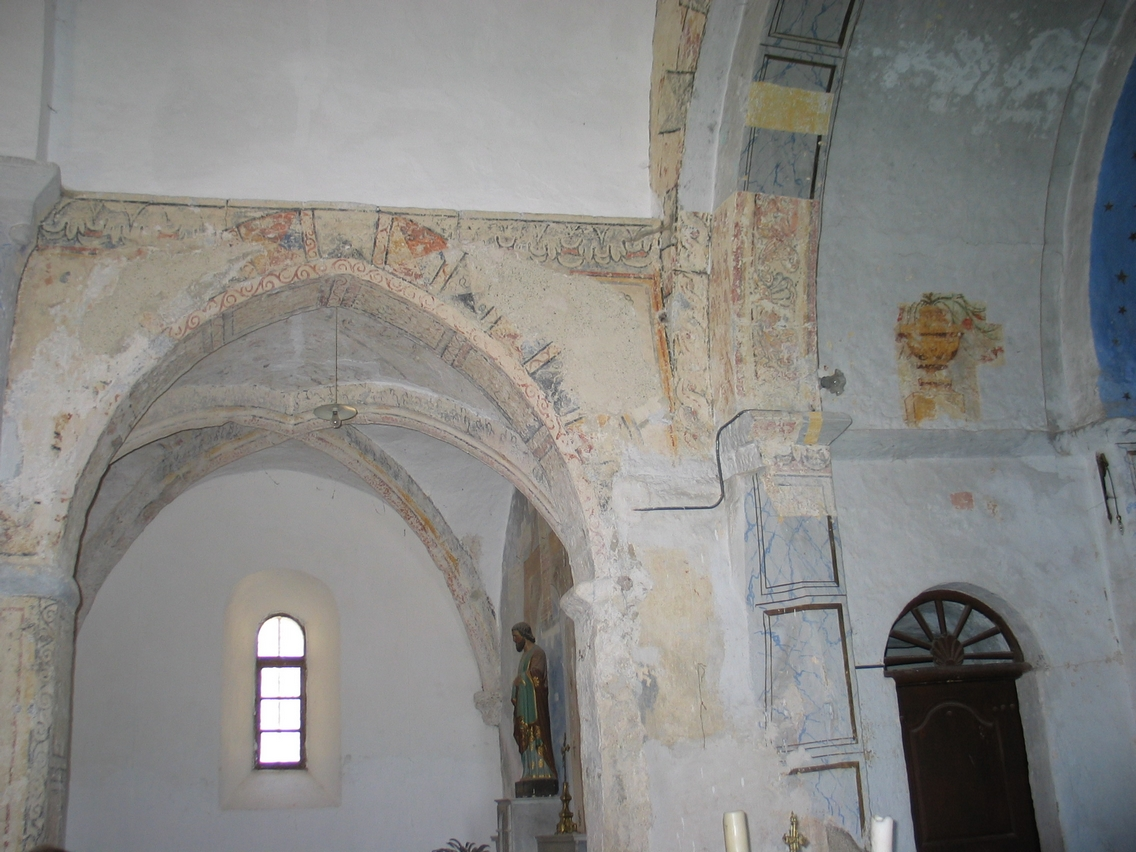
Intérieur.
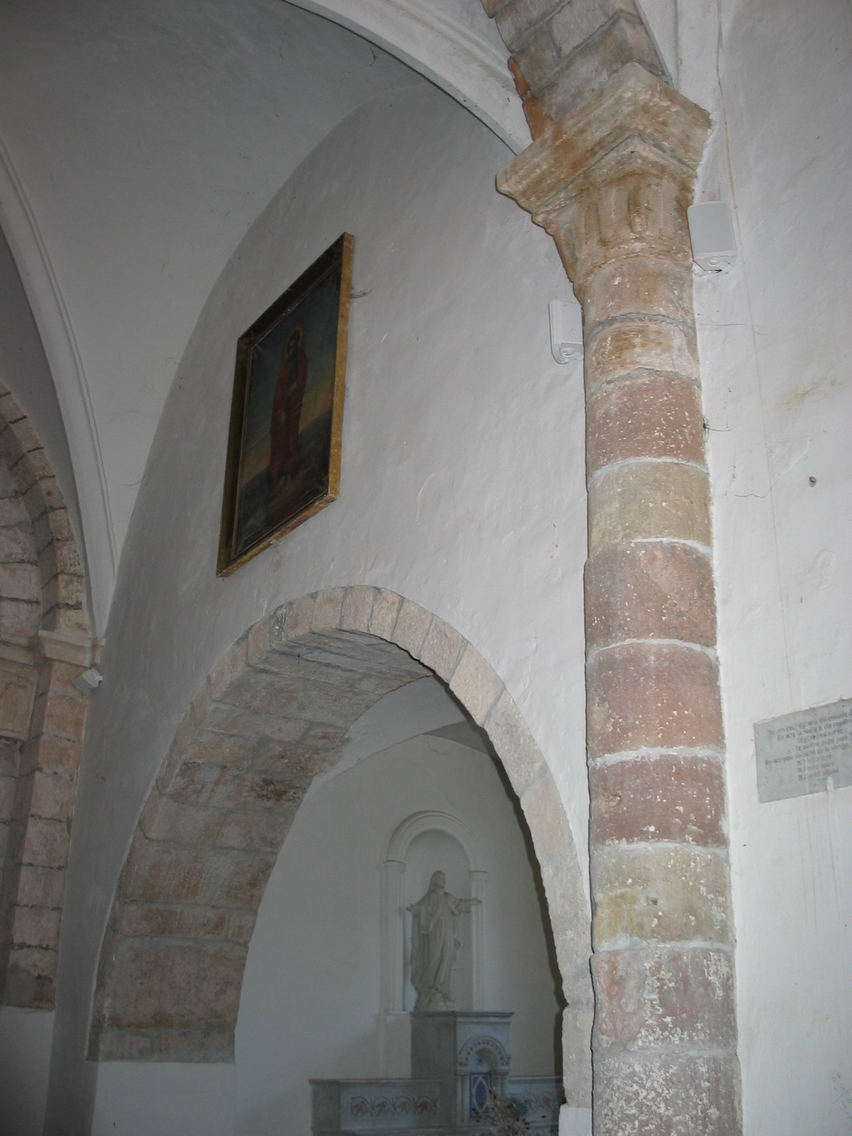
Intérieur.
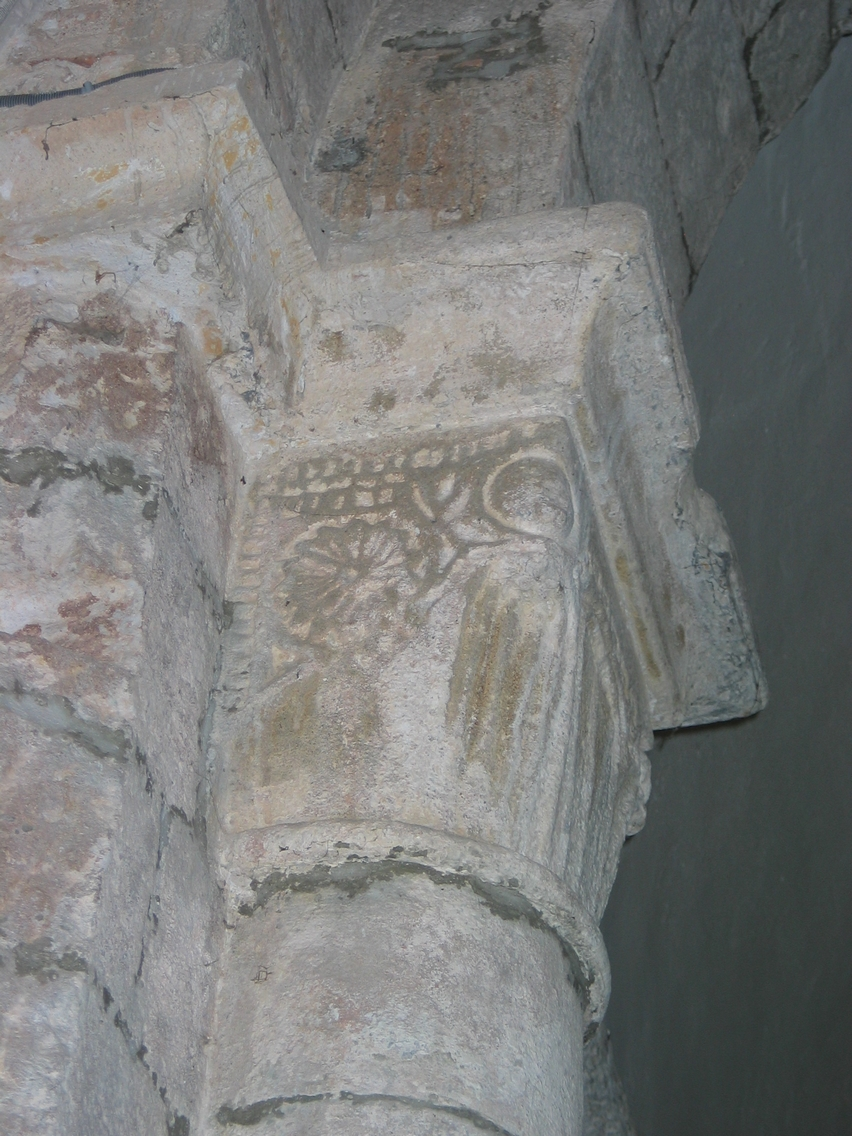
Détail.
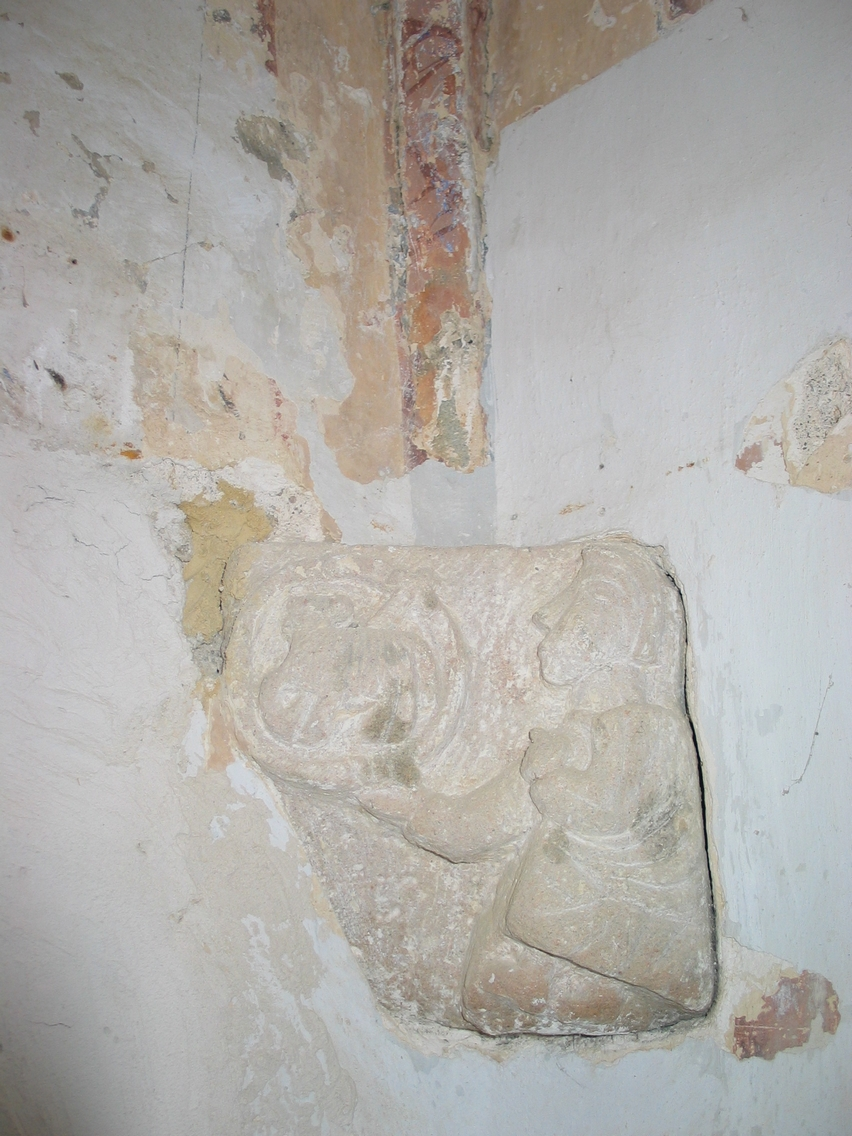
Détail.

### Lieux et monuments
- Rocher de la Tour-des-Fées.

### Personnalités liées à la commune
Pierre Jansen est mort le 13 août 2015 dans sa maison qu'il possédait à Saint-Pierre-le-Déchausselat.

### Héraldique
|  | Saint-Pierre-Saint-Jean possède des armoiries dont l'origine et le blasonnement exact ne sont pas disponibles. |